# 1962–1963-as bajnokcsapatok Európa-kupája
A bajnokcsapatok Európa-kupája 8. szezonja. A kupát első alkalommal nyerte az olasz AC Milan csapata, a döntőben felülmúlva a 3. győzelmére készülő portugál Benfica csapatát. A döntőt az angol Wembley Stadionban (London) rendezték 1963. május 22-én.

## Eredmények

### Selejtező
| 1. csapat        | Össz. | 2. csapat        | 1. mérk. | 2. mérk. |
| ---------------- | ----- | ---------------- | -------- | -------- |
| AC Milan         | 14–0  | US Luxembourg    | 8–0      | 6–0      |
| Floriana         | 1–14  | Ipswich Town     | 1–4      | 0–10     |
| Dinamo Bucureşti | 1–4   | Galatasaray      | 1–1      | 0–3      |
| Polonia Bytom    | 6–2   | Panathinaikósz   | 2–1      | 4–1      |
| CSZKA Szófia     | 6–2   | FK Partizan      | 2–1      | 4–1      |
| Real Madrid      | 3–4   | Anderlecht       | 3–3      | 0–1      |
| Shelbourne       | 1–7   | Sporting CP      | 0–2      | 1–5      |
| Dundee           | 8–5   | Köln             | 0–2      | 1–5      |
| Servette         | 4–41  | Feyenoord        | 1–3      | 3–1      |
| Fredrikstad FK   | 1–11  | Vasas            | 1–4      | 0–7      |
| Austria Wien     | 7–3   | HIFK             | 5–3      | 2–0      |
| Vorwärts Berlin  | 0–4   | Dukla Prague     | 0–3      | 0–1      |
| Linfield         | 1–2   | Esbjerg          | 1–2      | 0–0      |
| Norrköping       | 3–1   | Partizani Tirana | 2–0      | 1–1      |

1A Feyenoord egy harmadik mérkőzésen 3–1-re legyőzte a Servette csapatát, így továbbjutott a következő körbe.

### 1. forduló (Nyolcaddöntő)
| 1. csapat      | Össz. | 2. csapat     | 1. mérk. | 2. mérk. |
| -------------- | ----- | ------------- | -------- | -------- |
| Galatasaray    | 4–2   | Polonia Bytom | 4–1      | 0–1      |
| AC Milan       | 4–2   | Ipswich Town  | 3–0      | 1–2      |
| CSZKA Szófia   | 2–4   | Anderlecht    | 2–2      | 0–2      |
| Sporting CP    | 2–4   | Dundee        | 1–0      | 1–4      |
| Austria Wien   | 3–7   | Stade Reims   | 3–2      | 0–5      |
| Feyenoord      | 3–31  | Vasas         | 1–1      | 2–2      |
| IFK Norrköping | 2–6   | SL Benfica    | 1–1      | 1–5      |
| Esbjerg        | 0–5   | Dukla Praha   | 0–0      | 0–5      |

1A Feyenoord egy harmadik mérkőzésen 1–0-ra legyőzte a Vasas csapatát, így továbbjutott a következő körbe.

### Negyeddöntő
| 1. csapat   | Össz. | 2. csapat    | 1. mérk. | 2. mérk. |
| ----------- | ----- | ------------ | -------- | -------- |
| Galatasaray | 1–8   | AC Milan     | 1–3      | 0–5      |
| Anderlecht  | 2–6   | Dundee       | 1–4      | 1–2      |
| Stade Reims | 1–2   | Feyenoord    | 0–1      | 1–1      |
| SL Benfica  | 2–1   | Dukla Prague | 2–1      | 0–0      |

### Elődöntő
| 1. csapat | Össz. | 2. csapat  | 1. mérk. | 2. mérk. |
| --------- | ----- | ---------- | -------- | -------- |
| AC Milan  | 5–2   | Dundee     | 5–1      | 0–1      |
| Feyenoord | 1–3   | SL Benfica | 1–3      | 0–0      |

### Döntő
| 1963. május 22. | AC Milan         | 2–1   | SL Benfica  | Wembley Stadion (London) Nézőszám: 45,700 v.: Holland (Anglia) |
| 1963. május 22. | Altafini 58' 66' | (0–1) | Eusébio 18' | Wembley Stadion (London) Nézőszám: 45,700 v.: Holland (Anglia) |

| Az 1962–63-as bajnokcsapatok Európa-kupájának győztese |
| AC Milan 1. cím                                        |
| ← 1961–62 SL Benfica                                   |
| Internazionale 1963–64 →                               |

## Gólszerzők
14 gólos
- José Altafini ( AC Milan)